# Informatie-architectuur
De informatie-architectuur beschrijft de inhoudelijke relaties en samenhang tussen toepassingen en gegevensverzamelingen onderling. Hiermee worden de relaties met informatie en communicatie als bedrijfsmiddelen/productiefactoren van een organisatie inzichtelijk. De informatie-architectuur is daarmee een onderdeel van de informatievoorziening binnen een organisatie.
Er is geen algemeen erkende definitie voor het begrip informatie-architectuur. Andere, gerelateerde termen voor het begrip informatie-architectuur zijn digitale architectuur en architectuur van de informatievoorziening.
De informatie-architectuur is te beschouwen als een onderdeel van de bredere enterprise-architectuur. De informatie-architectuur is leidend bij het opstellen van de applicatie-architectuur (applicatielandschap) of service-architectuur (servicelandschap). In die zin is de informatie-architectuur een model waarmee de Business-IT alignment kan worden vormgegeven.
De informatie-architectuur wordt opgesteld door een informatiekundige in de rol van informatie-architect.

## Componenten
De architectuur bestaat uit modellen en architectuurprincipes. Modellen worden vooral opgesteld om de betrokken informatie te beschrijven en informatiestromen te visualiseren. De principes zijn de kaders en richtlijnen waarmee de architectuur wordt gebruikt om ontwikkeling en implementatie te sturen.

### Modellen
Er bestaan diverse standaardmodellen voor het beschrijven en vormgeven van een informatie-architectuur. Meestal wordt een model gekozen vanuit de methode die wordt gebruikt om een informatie-architectuur te ontwikkelen.

### Principes
Zie meer over architectuurprincipes in het artikel over enterprise-architectuur.

## Methoden
Er zijn diverse methoden om een informatie-architectuur op te stellen.

### TOGAF
TOGAF is ontwikkeld door The Open Group om op een standaard manier de enterprise-architectuur te ontwikkelen en beheren. TOGAF is een open standaard. Volgens TOGAF bestaat de informatie-architectuur uit een data-architectuur (met name gericht op de informatie modellen) en de applicatie-architectuur (de functies die de informatie bewerken).

### DYA
DYA (Dynamic Architecture) is een methode van Sogeti waarmee het architectuurbeheerproces wordt ingebed.

### OIAm
Open Infrastructure Architecture method (OIAm) is een doorontwikkeling op DYA|Infrastructuur.

### Scorpio
Scorpio is een methode die expliciet de informatievoorziening beschrijft als het scharnier tussen de bedrijfsvoering en de IT.

## Hulpmiddelen

### ArchiMate
ArchiMate is een architectuur-beschrijvingstaal. De taal wordt door diverse applicaties als documentformaat gehanteerd en de taal is mede daarom omarmd door The Open Group.

### Architect
In Nederland mogen alleen personen die zijn ingeschreven in het Architectenregister de beschermde titel 'architect' voeren. Aan de toelating tot het register zijn strenge opleidingseisen verbonden. Als een persoon niet is ingeschreven mag deze persoon volgens de wet op de architectentitel zelfs niet suggereren, dat hij architect is of "architectonisch" of "onder architectuur" werkzaam is. Maar, bijvoorbeeld een IT-specialist, die zich architect noemt, is niet in overtreding van de wet op de architectentitel omdat dit niet gaat om werkzaamheden als architect, stedenbouwkundige, tuin- of landschapsarchitect of interieurarchitect.

### Integratieraamwerk
Het analyseren van applicaties en data binnen een gezamenlijk kader is ook van belang voor het bepalen van een optimaal integratieraamwerk. Verschillende soorten integratie zijn mogelijk en bij een gebrek aan architectuur is dit meestal een 'spaghetti'-model. Het creëren van een overzicht van de integratiebehoefte en het vergelijken van deze behoefte tegen de mogelijke integratiepatronen maakt rationalisatie.
Voorbeelden van integratiepatronen zijn:
- Data-aggregatie (meestal nodig voor een Data warehouse) - dit gebeurt meestal met een ETL systeem
- Propagatie (bijvoorbeeld het doorgeven van een transactie van het ene naar het andere systeem)
- Verzoek & respons (bijvoorbeeld bij het aanroepen van een specifieke functie in een andere applicatie, zoals een controle van de kredietwaardigheid, of de controle van een wachtwoord)

## Vakontwikkeling
Het NAF organiseert jaarlijks een landelijke architectuurcongres. Voorheen heette dit het LAC (Landelijk Architectuur Congres), sinds 2019 het DADD (Digital Architecture Design Day).